# Daryna Apanaščenko
Daryna Oleksandrivna Apanaščenko (in ucraino Дарина Олександрівна Апанащенко?, traslitterazione anglosassone Daryna Oleksandrivna Apanashchenko; Kryvyj Rih, 16 maggio 1986) è una calciatrice ucraina, attaccante dell'Ankara BB Fomget e della nazionale ucraina.

## Biografia
Apanaščenko nasce a Kryvyj Rih il 16 maggio 1986, a quel tempo ancora territorio della Repubblica Socialista Sovietica Ucraina, una delle 15 repubbliche dell'Unione Sovietica.

## Carriera

### Club
Apanaščenko si appassiona al calcio fin da giovanissima, iniziando a giocare dall'età di sei anni.
Nel 2001, appena quindicenne, fa il suo debutto in una squadra senior, il Kievan Rus, società con sede nella capitale Kiev, con la quale debutta in Žinoča Višča Liha, primo livello del campionato ucraino femminile di calcio.

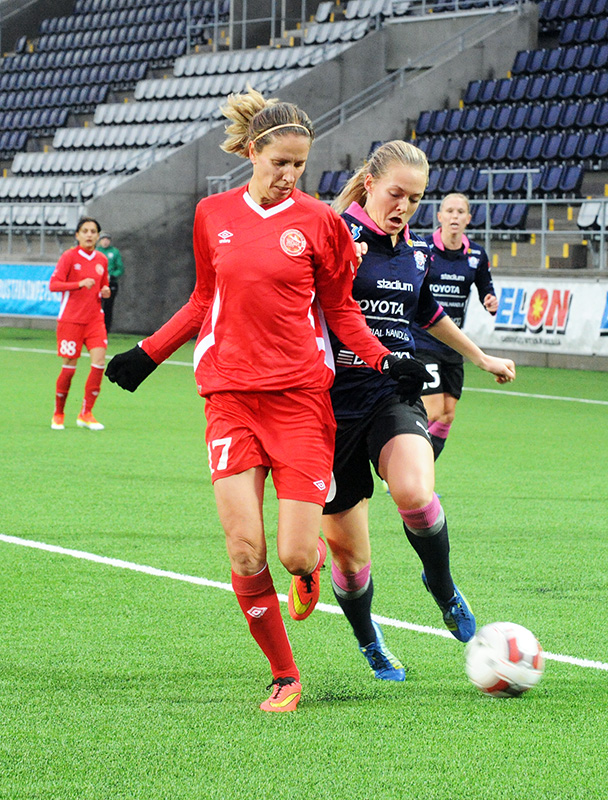
8 novembre 2014, incontro di andata degli ottavi di finale di UEFA Women's Champions League 2014-2015: Apanaščenko, con la maglia rossa dello, in un'azione di gioco con il.

Prima della fine dell'anno si trasferisce al Legenda di Černihiv, conquistando con la nuova maglia il suo primo trofeo, la Coppa di Ucraina, ottenuta battendo in finale le avversarie del Donchanka con il risultato di 4-1. Rimane con la società di Černihiv per due stagioni, ottenendo nel 2002 il double campionato-coppa, totalizzando 29 presenze in campionato e siglando 18 reti, avendo anche l'occasione di debuttare in UEFA Women's Cup nell'edizione 2001-2002, scendendo in campo il 2 novembre nell'incontro perso in trasferta 1-0 con le francesi del Tolosa
Nel 2004 decide di continuare la carriera all'estero, sottoscrivendo un accordo con le campionesse di Russia dell'Ėnergija Voronež e giocare in Vysšij Divizion. Apanaščenko disputa con il club di Voronež solo la stagione 2004, lasciando la società che, causa problemi finanziari, aveva deciso di non partecipare alla massima divisione del campionato russo.
Decisa di rimanere in Russia, l'anno seguente si trasferisce al Rjazan'-VDV, con il quale rimane quattro stagioni e ottenendo come massimo risultato sportivo tre quarti posti in campionato e tre accessi alle semifinali di Coppa di Russia.
Nel 2009 sceglie di accasarsi allo Zvezda 2005 Perm' per quello che sarà il periodo più titolato della sua carriera. Nel nove anni in cui rimane legata alla società di Perm' ottiene quattro titoli di Campione di Russia e quattro Coppe di Russia, tra cui il double campionato-coppa nel 2015, tornando a disputare anche il campionato UEFA per club, giocando la doppia finale dell'edizione 2008-2009 della UEFA Women's Cup con le tedesche del 2001 Duisburg ed è protagonista in quella di ritorno siglando la rete che apre le marcature nell'incontro terminato poi 1-1. Con tre reti siglate è anche tra le maggiori marcatrici della fase finale del torneo a pari merito con le compagne di squadra Vira Djatel, compagna anche in nazionale, e Natalia Barbashina. Negli anni successivi disputa anche le edizioni della ridenominata UEFA Women's Champions League. I successi in terra russa la confermano come una delle più rappresentative calciatrici del suo paese, ottenendo per gli anni 2009, 2010, 2015, 2016 e 2017 il premio di calciatrice ucraina dell'anno.
Nel 2018, a 31 anni, decide di ritornare in patria per concludere la carriera con il Žytlobud-1 Charkiv. Disputa la seconda parte della stagione 2017-2018, contribuendo a far conquistare alla sua nuova squadra il sesto titolo di Campione di Ucraina e il suo secondo titolo personale, e la Coppa nazionale femminile, rimanendo anche la stagione successiva dove festeggia con le compagne il double campionato-coppa.

### Nazionale
Apanaščenko inizia ad essere convocata dalla federazione calcistica dell'Ucraina (Federacija Futbolu Ukraïny (Федерація Футболу України) - FFU (ФФУ)) fin dal 2001, indossando la maglia della formazione Under-19 appena quindicenne, chiamata in occasione del secondo turno di qualificazione all'Europeo di Svezia 2002, il primo destinato a formazioni Under-19 (fino all'edizione precedente era un torneo Under-18), e debuttando il 22 ottobre 2001 in occasione dell'incontro casalingo pareggiato 2-2 con le pari età della Scozia.
L'anno successivo è già aggregata alla nazionale maggiore, inserita in rosa con la squadra che disputa le qualificazioni al Mondiale degli Stati Uniti 2003. Dal 2002 le sue convocazioni sono sempre più regolari, partecipando alle qualificazioni dei quattro Mondiali successivi, senza mai ottenere un accesso alla fase finale, mentre agli Europei, dopo aver fallito l'accesso all'edizione di Inghilterra 2005, festeggia con le compagne la prima partecipazione al torneo UEFA, quello di Finlandia 2009.

## Statistiche

### Cronologia presenze e reti in nazionale
| Cronologia completa delle presenze e delle reti in nazionale ― Ucraina | Cronologia completa delle presenze e delle reti in nazionale ― Ucraina | Cronologia completa delle presenze e delle reti in nazionale ― Ucraina | Cronologia completa delle presenze e delle reti in nazionale ― Ucraina | Cronologia completa delle presenze e delle reti in nazionale ― Ucraina | Cronologia completa delle presenze e delle reti in nazionale ― Ucraina | Cronologia completa delle presenze e delle reti in nazionale ― Ucraina | Cronologia completa delle presenze e delle reti in nazionale ― Ucraina |
| Data                                                                   | Città                                                                  | In casa                                                                | Risultato                                                              | Ospiti                                                                 | Competizione                                                           | Reti                                                                   | Note                                                                   |
| ---------------------------------------------------------------------- | ---------------------------------------------------------------------- | ---------------------------------------------------------------------- | ---------------------------------------------------------------------- | ---------------------------------------------------------------------- | ---------------------------------------------------------------------- | ---------------------------------------------------------------------- | ---------------------------------------------------------------------- |
| 9-5-2007                                                               | Bratislava                                                             | Slovacchia                                                             | 0 – 4                                                                  | Ucraina                                                                | Qual. Euro 2009                                                        | 1                                                                      |                                                                        |
| 30-5-2007                                                              | Mariupol'                                                              | Ucraina                                                                | 2 – 1                                                                  | Scozia                                                                 | Qual. Euro 2009                                                        | -                                                                      |                                                                        |
| 19-6-2007                                                              | Kryvyj Rih                                                             | Ucraina                                                                | 5 – 0                                                                  | Slovacchia                                                             | Qual. Euro 2009                                                        | 2                                                                      |                                                                        |
| 21-5-2008                                                              | Parchal                                                                | Portogallo                                                             | 0 – 1                                                                  | Ucraina                                                                | Qual. Euro 2009                                                        | -                                                                      |                                                                        |
| 28-5-2008                                                              | Glasgow                                                                | Scozia                                                                 | 0 – 1                                                                  | Ucraina                                                                | Qual. Euro 2009                                                        | 1                                                                      |                                                                        |
| 22-6-2008                                                              | Leopoli                                                                | Ucraina                                                                | 1 – 0                                                                  | Danimarca                                                              | Qual. Euro 2009                                                        | 1                                                                      |                                                                        |
| 27-9-2008                                                              | Odessa                                                                 | Ucraina                                                                | 1 – 1                                                                  | Portogallo                                                             | Qual. Euro 2009                                                        | -                                                                      |                                                                        |
| 1-10-2008                                                              | Viborg                                                                 | Danimarca                                                              | 1 – 0                                                                  | Ucraina                                                                | Qual. Euro 2009                                                        | -                                                                      |                                                                        |
| 23-8-2009                                                              | Turku                                                                  | Ucraina                                                                | 0 – 2                                                                  | Paesi Bassi                                                            | Euro 2009 - 1º turno                                                   | -                                                                      |                                                                        |
| 26-8-2009                                                              | Helsinki                                                               | Ucraina                                                                | 1 – 2                                                                  | Danimarca                                                              | Euro 2009 - 1º turno                                                   | -                                                                      |                                                                        |
| 29-9-2009                                                              | Espoo                                                                  | Finlandia                                                              | 0 – 1                                                                  | Ucraina                                                                | Euro 2009 - 1º turno                                                   | -                                                                      |                                                                        |
| 22-10-2009                                                             | Nowy Sącz                                                              | Polonia                                                                | 4 – 1                                                                  | Ucraina                                                                | Qual. Mondiali 2011                                                    | -                                                                      |                                                                        |
| 25-10-2009                                                             | Odessa                                                                 | Ucraina                                                                | 7 – 0                                                                  | Bosnia ed Erzegovina                                                   | Qual. Mondiali 2011                                                    | 2                                                                      |                                                                        |
| 14-11-2009                                                             | Győr                                                                   | Ungheria                                                               | 1 – 1                                                                  | Ucraina                                                                | Qual. Mondiali 2011                                                    | 1                                                                      |                                                                        |
| 20-5-2010                                                              | Leopoli                                                                | Ucraina                                                                | 4 – 2                                                                  | Ungheria                                                               | Qual. Mondiali 2011                                                    | 2                                                                      |                                                                        |
| 19-6-2010                                                              | Sarajevo                                                               | Bosnia ed Erzegovina                                                   | 0 – 5                                                                  | Ucraina                                                                | Qual. Mondiali 2011                                                    | 2                                                                      |                                                                        |
| 23-6-2010                                                              | Bucarest                                                               | Romania                                                                | 0 – 0                                                                  | Ucraina                                                                | Qual. Mondiali 2011                                                    | -                                                                      |                                                                        |
| 21-8-2010                                                              | Zaporižžja                                                             | Ucraina                                                                | 3 – 1                                                                  | Romania                                                                | Qual. Mondiali 2011                                                    | 2                                                                      |                                                                        |
| 25-8-2010                                                              | Černihiv                                                               | Ucraina                                                                | 3 – 1                                                                  | Polonia                                                                | Qual. Mondiali 2011                                                    | 2                                                                      |                                                                        |
| 11-9-2010                                                              | Donec'k                                                                | Ucraina                                                                | 0 – 1                                                                  | Norvegia                                                               | Qual. Mondiali 2011                                                    | -                                                                      |                                                                        |
| 15-9-2010                                                              | Oslo                                                                   | Norvegia                                                               | 2 – 0                                                                  | Ucraina                                                                | Qual. Mondiali 2011                                                    | -                                                                      |                                                                        |
| 2-10-2010                                                              | Mariupol'                                                              | Ucraina                                                                | 0 – 3                                                                  | Italia                                                                 | Qual. Mondiali 2011                                                    | -                                                                      |                                                                        |
| 6-10-2010                                                              | Firenze                                                                | Italia                                                                 | 0 – 0                                                                  | Ucraina                                                                | Qual. Mondiali 2011                                                    | -                                                                      |                                                                        |
| 18-9-2011                                                              | Tallinn                                                                | Estonia                                                                | 1 – 4                                                                  | Ucraina                                                                | Qual. Euro 2013                                                        | 2                                                                      |                                                                        |
| 22-10-2011                                                             | Poltava                                                                | Ucraina                                                                | 0 – 0                                                                  | Slovacchia                                                             | Qual. Euro 2013                                                        | -                                                                      |                                                                        |
| 25-11-2011                                                             | Luhans'k                                                               | Ucraina                                                                | 0 – 1                                                                  | Bielorussia                                                            | Qual. Euro 2013                                                        | -                                                                      |                                                                        |
| 5-4-2012                                                               | Mykolaïv                                                               | Ucraina                                                                | 5 – 0                                                                  | Estonia                                                                | Qual. Euro 2013                                                        | 2                                                                      |                                                                        |
| 15-6-2012                                                              | Leopoli                                                                | Ucraina                                                                | 1 – 2                                                                  | Finlandia                                                              | Qual. Euro 2013                                                        | 1                                                                      |                                                                        |
| 20-6-2012                                                              | Košice                                                                 | Slovacchia                                                             | 0 – 2                                                                  | Ucraina                                                                | Qual. Euro 2013                                                        | -                                                                      |                                                                        |
| 5-9-2012                                                               | Barysaŭ                                                                | Bielorussia                                                            | 0 – 5                                                                  | Ucraina                                                                | Qual. Euro 2013                                                        | 2                                                                      |                                                                        |
| 13-9-2012                                                              | Helsinki                                                               | Finlandia                                                              | 0 – 1                                                                  | Ucraina                                                                | Qual. Euro 2013                                                        | -                                                                      |                                                                        |
| 17-9-2012                                                              | Dnipro                                                                 | Ucraina                                                                | 2 – 3                                                                  | Islanda                                                                | Qual. Euro 2013                                                        | -                                                                      |                                                                        |
| 25-10-2012                                                             | Reykjavík                                                              | Islanda                                                                | 3 – 2                                                                  | Ucraina                                                                | Qual. Euro 2013                                                        | 1                                                                      |                                                                        |
| 31-10-2013                                                             | Podgorica                                                              | Montenegro                                                             | 1 – 4                                                                  | Ucraina                                                                | Qual. Mondiali 2015                                                    | 1                                                                      |                                                                        |
| 13-2-2014                                                              | Adana                                                                  | Turchia                                                                | 0 – 1                                                                  | Ucraina                                                                | Qual. Mondiali 2015                                                    | -                                                                      |                                                                        |
| 9-4-2014                                                               | Wrexham                                                                | Galles                                                                 | 1 – 1                                                                  | Ucraina                                                                | Qual. Mondiali 2015                                                    | -                                                                      |                                                                        |
| 8-6-2014                                                               | Sheffield                                                              | Inghilterra                                                            | 4 – 0                                                                  | Ucraina                                                                | Qual. Mondiali 2015                                                    | -                                                                      |                                                                        |
| 13-6-2014                                                              | Odessa                                                                 | Ucraina                                                                | 7 – 0                                                                  | Montenegro                                                             | Qual. Mondiali 2015                                                    | 1                                                                      |                                                                        |
| 19-6-2014                                                              | Leopoli                                                                | Ucraina                                                                | 1 – 2                                                                  | Inghilterra                                                            | Qual. Mondiali 2015                                                    | -                                                                      |                                                                        |
| 2-8-2014                                                               | Charkiv                                                                | Ucraina                                                                | 8 – 0                                                                  | Bielorussia                                                            | Qual. Mondiali 2015                                                    | 1                                                                      |                                                                        |
| 20-8-2014                                                              | Minsk                                                                  | Bielorussia                                                            | 1 – 3                                                                  | Ucraina                                                                | Qual. Mondiali 2015                                                    | 1                                                                      |                                                                        |
| 25-10-2014                                                             | Rieti                                                                  | Italia                                                                 | 2 – 1                                                                  | Ucraina                                                                | Qual. Mondiali 2015                                                    | 1                                                                      |                                                                        |
| 29-10-2014                                                             | Leopoli                                                                | Ucraina                                                                | 2 – 2                                                                  | Italia                                                                 | Qual. Mondiali 2015                                                    | -                                                                      |                                                                        |
| 21-9-2015                                                              | Porto                                                                  | Portogallo                                                             | 0 – 2                                                                  | Ucraina                                                                | Amichevole                                                             | 1                                                                      |                                                                        |
| 22-10-2015                                                             | Kiev                                                                   | Ucraina                                                                | 2 – 2                                                                  | Romania                                                                | Qual. Euro 2017                                                        | -                                                                      | 79’                                                                    |
| 26-10-2015                                                             | Donec'k                                                                | Ucraina                                                                | 0 – 3                                                                  | Francia                                                                | Qual. Euro 2017                                                        | -                                                                      |                                                                        |
| 4-3-2016                                                               | Elbasan                                                                | Albania                                                                | 0 – 4                                                                  | Ucraina                                                                | Qual. Euro 2017                                                        | 1                                                                      |                                                                        |
| 8-3-2016                                                               | Atene                                                                  | Grecia                                                                 | 1 – 3                                                                  | Ucraina                                                                | Qual. Euro 2017                                                        | 1                                                                      | 85’                                                                    |
| 8-4-2016                                                               | Leopoli                                                                | Ucraina                                                                | 2 – 0                                                                  | Albania                                                                | Qual. Euro 2017                                                        | 2                                                                      |                                                                        |
| 11-4-2016                                                              | Digione                                                                | Francia                                                                | 4 – 0                                                                  | Ucraina                                                                | Qual. Euro 2017                                                        | -                                                                      |                                                                        |
| 9-6-2016                                                               | Odessa                                                                 | Ucraina                                                                | 2 – 0                                                                  | Grecia                                                                 | Qual. Euro 2017                                                        | 1                                                                      |                                                                        |
| 15-9-2016                                                              | Cluj-Napoca                                                            | Romania                                                                | 2 – 1                                                                  | Ucraina                                                                | Qual. Euro 2017                                                        | -                                                                      |                                                                        |
| 7-6-2017                                                               | Sumy                                                                   | Ucraina                                                                | 2 – 3                                                                  | Polonia                                                                | Amichevole                                                             | 1                                                                      |                                                                        |
| 15-9-2017                                                              | Kiev                                                                   | Ucraina                                                                | 1 – 1                                                                  | Ungheria                                                               | Qual. Mondiali 2019                                                    | 1                                                                      |                                                                        |
| 24-11-2017                                                             | Budapest                                                               | Ungheria                                                               | 0 – 1                                                                  | Ucraina                                                                | Qual. Mondiali 2019                                                    | 1                                                                      |                                                                        |
| 5-4-2018                                                               | Zagabria                                                               | Croazia                                                                | 0 – 3                                                                  | Ucraina                                                                | Qual. Mondiali 2019                                                    | 1                                                                      |                                                                        |
| 9-4-2018                                                               | Aarhus                                                                 | Danimarca                                                              | 1 – 0                                                                  | Ucraina                                                                | Qual. Mondiali 2019                                                    | -                                                                      |                                                                        |
| 8-6-2018                                                               | Mykolaïv                                                               | Ucraina                                                                | 1 – 5                                                                  | Danimarca                                                              | Qual. Mondiali 2019                                                    | -                                                                      |                                                                        |
| 12-6-2018                                                              | Leopoli                                                                | Ucraina                                                                | 1 – 0                                                                  | Svezia                                                                 | Qual. Mondiali 2019                                                    | 1                                                                      |                                                                        |
| 30-8-2018                                                              | Solna                                                                  | Svezia                                                                 | 3 – 0                                                                  | Ucraina                                                                | Qual. Mondiali 2019                                                    | -                                                                      | 86’                                                                    |
| 4-9-2018                                                               | Donec'k                                                                | Ucraina                                                                | 2 – 0                                                                  | Ungheria                                                               | Qual. Mondiali 2019                                                    | 1                                                                      |                                                                        |
| 17-1-2019                                                              | Coimbra                                                                | Stati Uniti                                                            | 1 – 1                                                                  | Ucraina                                                                | Amichevole                                                             | -                                                                      |                                                                        |
| 20-1-2019                                                              | Faro                                                                   | Portogallo                                                             | 3 – 0                                                                  | Ucraina                                                                | Amichevole                                                             | -                                                                      |                                                                        |
| 11-6-2019                                                              | Kryvyj Rih                                                             | Ucraina                                                                | 1 – 1                                                                  | Bielorussia                                                            | Amichevole                                                             | 1                                                                      |                                                                        |
| 3-9-2019                                                               | Leopoli                                                                | Ucraina                                                                | 0 – 8                                                                  | Germania                                                               | Qual. Euro 2022                                                        | -                                                                      |                                                                        |
| 5-10-2019                                                              | Magonza                                                                | Germania                                                               | 8 – 0                                                                  | Ucraina                                                                | Qual. Euro 2022                                                        | -                                                                      |                                                                        |
| 8-10-2019                                                              | Tallaght                                                               | Irlanda                                                                | 3 – 2                                                                  | Ucraina                                                                | Qual. Euro 2022                                                        | -                                                                      |                                                                        |
| 4-3-2020                                                               | Granada                                                                | Scozia                                                                 | 3 – 0                                                                  | Ucraina                                                                | Amichevole                                                             | -                                                                      | 83’                                                                    |
| 7-3-2020                                                               | Badajoz                                                                | Ucraina                                                                | 4 – 0                                                                  | Austria                                                                | Amichevole                                                             | 2                                                                      |                                                                        |
| 10-3-2020                                                              | Vila-real                                                              | Islanda                                                                | 1 – 0                                                                  | Ucraina                                                                | Amichevole                                                             | -                                                                      |                                                                        |
| 18-8-2020                                                              | Podgorica                                                              | Montenegro                                                             | 1 – 3                                                                  | Ucraina                                                                | Qual. Euro 2022                                                        | 1                                                                      |                                                                        |
| 22-9-2020                                                              | Dnipro                                                                 | Ucraina                                                                | 4 – 0                                                                  | Grecia                                                                 | Qual. Euro 2022                                                        | 1                                                                      |                                                                        |
| 23-10-2020                                                             | Leopoli                                                                | Ucraina                                                                | 1 – 0                                                                  | Irlanda                                                                | Qual. Euro 2022                                                        | -                                                                      |                                                                        |
| 9-4-2021                                                               | Odessa                                                                 | Ucraina                                                                | 1 – 2                                                                  | Irlanda del Nord                                                       | Qual. Euro 2022                                                        | 1                                                                      | 87’                                                                    |
| 13-4-2021                                                              | Belfast                                                                | Irlanda del Nord                                                       | 2 – 0                                                                  | Ucraina                                                                | Qual. Euro 2022                                                        | -                                                                      |                                                                        |
| 21-9-2021                                                              | Charkiv                                                                | Ucraina                                                                | 1 – 0                                                                  | Turchia                                                                | Amichevole                                                             | 1                                                                      |                                                                        |
| 21-10-2021                                                             | Donec'k                                                                | Ucraina                                                                | 4 – 0                                                                  | Fær Øer                                                                | Qual. Mondiali 2023                                                    | -                                                                      | 64’                                                                    |
| 26-10-2021                                                             | Kiev                                                                   | Ucraina                                                                | 0 – 6                                                                  | Spagna                                                                 | Qual. Mondiali 2023                                                    | -                                                                      |                                                                        |
| 30-11-2021                                                             | Kisvárda                                                               | Ungheria                                                               | 4 – 2                                                                  | Ucraina                                                                | Qual. Mondiali 2023                                                    | 1                                                                      |                                                                        |
| 16-2-2022                                                              | Charkiv                                                                | Ucraina                                                                | 1 – 0                                                                  | Venezuela                                                              | Amichevole                                                             | -                                                                      |                                                                        |
| 19-2-2022                                                              | Leopoli                                                                | Ucraina                                                                | 2 – 0                                                                  | Uzbekistan                                                             | Amichevole                                                             | 1                                                                      |                                                                        |
| 19-2-2022                                                              | Kiev                                                                   | Ucraina                                                                | 2 – 0                                                                  | Bulgaria                                                               | Amichevole                                                             | 1                                                                      | 85’                                                                    |
| 24-6-2022                                                              | Lublino                                                                | Ucraina                                                                | 0 – 4                                                                  | Scozia                                                                 | Qual. Mondiali 2023                                                    | -                                                                      | 77’                                                                    |
| 28-6-2022                                                              | Rzeszów                                                                | Ucraina                                                                | 2 – 0                                                                  | Ungheria                                                               | Qual. Mondiali 2023                                                    | 1                                                                      | 74’                                                                    |
| 2-9-2022                                                               | Tórshavn                                                               | Fær Øer                                                                | 0 – 3                                                                  | Ucraina                                                                | Qual. Mondiali 2023                                                    | -                                                                      |                                                                        |
| 6-9-2022                                                               | Madrid                                                                 | Spagna                                                                 | 5 – 0                                                                  | Ucraina                                                                | Qual. Mondiali 2023                                                    | -                                                                      | 56’                                                                    |
| 11-4-2023                                                              | Tallinn                                                                | Estonia                                                                | 0 – 1                                                                  | Ucraina                                                                | Amichevole                                                             | 1                                                                      |                                                                        |
| 22-9-2023                                                              | Danzica                                                                | Ucraina                                                                | 1 – 2                                                                  | Serbia                                                                 | UEFA Women's Nations League 2023-2024 - 1º turno                       | -                                                                      | 90’                                                                    |
| 27-10-2023                                                             | Candia                                                                 | Grecia                                                                 | 2 – 1                                                                  | Ucraina                                                                | UEFA Women's Nations League 2023-2024 - 1º turno                       | -                                                                      | 72’                                                                    |
| 31-10-2023                                                             | Poznań                                                                 | Ucraina                                                                | 1 – 0                                                                  | Grecia                                                                 | UEFA Women's Nations League 2023-2024 - 1º turno                       | 1                                                                      |                                                                        |
| 1-12-2023                                                              | Stalowa Wola                                                           | Ucraina                                                                | 0 – 1                                                                  | Polonia                                                                | UEFA Women's Nations League 2023-2024 - 1º turno                       | -                                                                      |                                                                        |
| 6-2-2024                                                               | Antalya                                                                | Ucraina                                                                | 3 – 0                                                                  | Bulgaria                                                               | UEFA Women's Nations League 2023-2024 - 1º turno                       | 1                                                                      | 72’                                                                    |
| Totale                                                                 |                                                                        | Presenze                                                               | 91                                                                     |                                                                        | Reti                                                                   | 55                                                                     |                                                                        |

## Palmarès

### Club
- Campionato ucraino femminile: 3

Legenda Černigov: 2002
Žytlobud-1 Charkiv: 2017-2018, 2018-2019
- Campionato russo: 4

Zvezda 2005 Perm': 2009, 2014, 2015, 2017
- Coppa di Ucraina femminile: 4

Legenda Černigov: 2001, 2002
Žytlobud-1 Charkiv: 2018, 2018-2019
- Coppa di Russia: 4

Zvezda 2005 Perm': 2011-2012, 2013, 2015, 2016

### Individuale
- Calciatrice dell'anno ucraina: 7

2009, 2010, 2015, 2016, 2017, 2018, 2019